# Hasanboy Dusmatov
Hasanboy Dusmatov, född den 24 juni 1993, är en uzbekisk boxare som vann guld i lätt flugvikt (49 kg) vid olympiska sommarspelen 2016 samt i flugvikt (51 kg) vid olympiska sommarspelen 2024.